# Рюле фон Лилиенштерн, Отто Август
Иоганн Яков Отто Август Рюле фон Лилиенштерн (нем. Johann Jakob Otto August Rühle von Lilienstern; 16 апреля 1780, Берлин — 1 июля 1847, Зальцбург) — прусский генерал-лейтенант и военный писатель.

## Награды
Королевства Пруссия:
- Орден Красного орла 1-го класса с дубовыми листьями (1840)[3]
- Железный крест 2-го класса (1813)[4]
- Крест за выслугу лет[нем.]

Российской империи:
- Орден Святой Анны 2-й степени (30 июня 1814)[5]
- Орден Святого Владимира 3-й степени (28 июля 1814)[6]

## Публикации
Написал:
- «Bericht eines Augenzeugen von dem Feldzuge der 1806 unter Fürst Hohenlohe gestandenen Truppen» (анонимно, 2 изд. Тюб., 1809),
- «Reise eines Malers mit der Armee, 1809» (анонимно, Рудольштадт, 1810—1811),
- «Vom Kriege» (Франкф., 1814),
- «Handbuch für den Offizier» (анонимно, Берл., 1817—1818).

Издал превосходную «Orohydrogr. Karte von Sachsen» (Дрезд., 1819). Ср. «General-Leutnant R. v. Lilienstern» (в «Beihefte zum Militär-Wochenblatt», Берл., 1847).